# Itati (kommun i Brasilien)
Itati är en kommun i Brasilien.   Den ligger i delstaten Rio Grande do Sul, i den södra delen av landet, 1 500 km söder om huvudstaden Brasília. Antalet invånare är 2 589.
I omgivningarna runt Itati växer i huvudsak städsegrön lövskog. Runt Itati är det glesbefolkat, med 11 invånare per kvadratkilometer.